# Orlina Duża
Orlina Duża [pronunciación en polaco: /ɔrˈlina ˈduʐun/] es un pueblo ubicado en el municipio (gmina) de Gizałki, en el distrito de Pleszew, voivodato de Gran Polonia (Polonia). Según el censo de 2011, tiene una población de 81 habitantes.
Se encuentra aproximadamente a 11 kilómetros al este de Gizałki, a 23 kilómetros al noreste de Pleszew, y a 78 kilómetros al sureste de la capital regional, Poznan.